# Hroniss Grasu
(en) Statistiques sur pro-football-reference
Hroniss Grasu (né le 12 août 1991 à Los Angeles en Californie) est un joueur américain de football américain évoluant au poste de centre.